# The Secret - La forza di sognare
The Secret - La forza di sognare (The Secret: Dare to Dream) è un film del 2020 diretto da Andy Tennant.
La pellicola è l'adattamento cinematografico del saggio del 2006 The Secret - Il segreto scritto da Rhonda Byrne, tradotto in cinquanta lingue e rimasto nella classifica di vendite del New York Times per 190 settimane.

## Trama
Miranda, una giovane vedova con tre figli, dopo aver accidentalmente tamponato l'auto di Bray, lo assume come tuttofare, vista la sua disponibilità a sistemare il tetto della casa dopo una terribile tempesta. Mentre lui si avvicina sempre di più alla famiglia, condivide con loro la sua filosofia di vita, ovvero che ogni essere umano può agire come un magnete in grado di attirare a sé tutte le situazioni e le cose materiali che pensa con sufficiente intensità. La vedova presto realizza così che Bray ha una connessione segreta con il suo passato.

## Produzione
Le riprese del film sono iniziate il 30 ottobre 2018 a New Orleans.

## Promozione
Il primo trailer del film viene diffuso il 13 febbraio 2020.

## Distribuzione
Il film era programmato nelle sale cinematografiche statunitensi a partire dal 17 aprile 2020, ma è stato rimandato a causa della pandemia di COVID-19 ed è stato distribuito on demand dal 31 luglio 2020.